# Прометей (спутник)
Промете́й (от др.-греч. Προμηθεύς) — естественный спутник Сатурна, известный также как Сатурн XVI.

## Открытие
Был обнаружен в октябре 1980 года астрономом Стюартом Коллинзом на фотографиях, полученных с автоматической межпланетной станции «Вояджер-1». Первоначально присвоено временное обозначение S/1980 S 27, а в 1985 году официально назван в честь древнегреческого титана Прометея.

## Орбита
Прометей совершает полный оборот вокруг Сатурна на расстоянии в среднем 139 400 км за 14 часов и 42 минуты. Орбита имеет эксцентриситет 0,0024 и расположена точно на экваторе планеты. Как спутник-«пастух», своей гравитацией Прометей оказывает влияние на кольцо F Сатурна.

## Физические характеристики
Прометей имеет неправильную, вытянутую форму, размером примерно 148×100×68 км. На его поверхности расположены хребты, долины и ряд кратеров диаметром до 20 км. Количество ударных кратеров меньше, чем на соседних спутниках Пандоре, Эпиметее и Янусе. Имея очень низкую плотность 0,6 г/см3 и высокое альбедо 0,6, Прометей является скорее всего ледяным пористым телом. Звёздная величина составляет 15,5m.

## Исследования
Прометей называют «пастухом» кольца F. Последние фотографии, сделанные космическим аппаратом Кассини-Гюйгенс 29 октября 2004 года, показывают, что гравитационное поле Прометея создаёт изломы и петли в кольце F, спутник как бы «крадёт» материал из него. Орбита Прометея неустойчива и входит в резонанс с Пандорой. Наиболее заметные изменения в их орбитах происходят примерно каждые 6,2 года.

## Галерея

Покадровое движение Прометея и кольца F
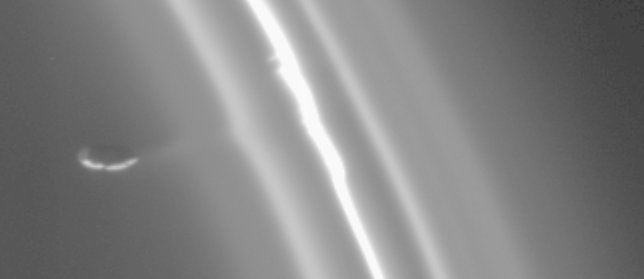
Прометей создаёт изломы в кольце F